# 2020-as dunaújvárosi időközi választás
A 2020-as dunaújvárosi időközi választást 2020. február 16-án rendezték meg a Fejér megyei 4. számú országgyűlési egyéni választókerületben. A választást azért kellett kiírni, mivel a térség Jobbikos országgyűlési képviselőjét, Pintér Tamást Dunaújváros polgármesterévé választották. A választást az ellenzéki összefogás jelöltje, a Jobbikos Kálló Gergely nyerte.

## Nyilvántartásba vett jelöltek
- Árgyelán János (Mi Hazánk Mozgalom)
- Borbély József (Tempo Párt)
- Kálló Gergely (Jobbik–DK–LMP–MSZP–Momentum–Párbeszéd)
- Medveczki Zoltán (Zöldek)
- Molnár Tibor (független, Fidesz-KDNP támogatással)
- Sürü Renáta (független)
- Törökné Juhász Ilona (független)

## Eredmények
| Szavazók száma | Szavazók aránya | Érvényes szavazatok száma | Érvénytelen szavazatok száma |
| -------------- | --------------- | ------------------------- | ---------------------------- |
| 19 632         | 29,1%           | 19 509 (99,39%)           | 120 (0,61%)                  |

| Jelölt neve          | Párt                                  | Szavazatok száma | Szavazatok aránya |
| -------------------- | ------------------------------------- | ---------------- | ----------------- |
| Kálló Gergely        | Jobbik–DK–MSZP–LMP–Momentum–Párbeszéd | 11 008           | 56,43%            |
| Molnár Tibor         | független, Fidesz-KDNP támogatással   | 7336             | 37,6%             |
| Sürü Renáta          | független                             | 573              | 2,94%             |
| Árgyelán János       | Mi Hazánk                             | 433              | 2,22%             |
| Medveczki Zoltán     | Zöldek                                | 133              | 0,68%             |
| Borbély József       | Tempo Párt                            | 26               | 0,13%             |
| Törökné Juhász Ilona | független                             | 0                | 0,0%              |